# Liste des diffuseurs du Championnat d'Europe de football 2016
Cet article présente la liste des diffuseurs officiels du Championnat d'Europe de football 2016, compétition qui a été organisée en France du 10 juin au 10 juillet 2016.

## Télévision

### En Outre-Mer
En Outre-Mer, les matchs ont été diffusés sur TF1,M6 et beIN Sports, sauf que ces chaines ne sont disponibles qu'en ^payant un abonnement, alors certaines chaines de la TNT Outre-Mer ont diffusé quelques matchs.

## Radio

### En Europe
| Pays/région | Diffuseur(s)                                          |
| ----------- | ----------------------------------------------------- |
| Allemagne   | Sport1                                                |
| Belgique    | Vivacité (RTBF) Radio 1-Sporza (VRT)                  |
| France      | France Info (officielle) France Bleu Europe 1 RMC RTL |
| Italie      | Rai Radio 2                                           |
| Portugal    | RTP                                                   |
| Royaume-Uni | BBC Talksport                                         |